# Cao Hong
Cao Hong (chinesisch 曹洪, Pinyin Cáo Hóng; * 169; † 233) war ein General des Wei-Reiches unter Cao Cao und Cao Pi zur Zeit der Drei Reiche.

## Werdegang
Cao Hong war ein Cousin Cao Caos. Er kämpfte mit ihm gegen den Warlord Dong Zhuo. Als dieser sich nach Chang’an zurückzog, blieben die Verbündeten in Luoyang, nur Cao Cao verfolgte den fliehenden Tyrannen. Er geriet in einen Hinterhalt und musste sich zurückziehen, denn Xu Rong (ein Offizier unter Dong Zhuo) hatte ihn verwundet. Cao Hong rettete seinen Cousin und brachte ihn über den nahen Fluss.
Er blieb auch nach der Auflösung der Koalition gegen Dong Zhuo bei Cao Cao und trug entscheidend zu dessen Machtergreifung in China bei.

## Streitigkeiten
Cao Hong versuchte, seine Position weiter zu stärken, und prahlte deswegen oft mit seinen Erfolgen. Außerdem verhöhnte er seinen Cousin Cao Zhen oft wegen seines Übergewichts. Dafür wurde Cao Hong von Yang Fu verwarnt, einem Minister der Wei.
Im Feldzug gegen Ma Chao erhielt Cao Hong den Auftrag, den Tong-Pass zu bewachen und die Befestigungen nicht zu verlassen. Nachdem Ma Chaos Truppen ihn einige Tage lang provoziert hatten, gab Cao Hong seinem Ärger nach und führte seine Armee zur Schlacht in den Pass. Aber Ma Chao besiegte ihn und nahm so den Pass ein.
Cao Cao war darüber sehr erbost, aber als er selbst von Ma Chao geschlagen wurde und in Lebensgefahr schwebte, rettete ihn Cao Hong abermals. Deshalb vergab ihm Cao Cao seine Niederlage und verglich ihn mit Han Gaozu. Cao Hongs Berater dagegen verwarnte er streng.

## Späteres Leben
Als Cao Cao im Jahre 220 starb und ihm sein Sohn Cao Pi auf den Thron nachfolgte, geriet Cao Hongs Position in Gefahr. Die Beziehung der beiden war schon seit langem angespannt, weil Cao Pi ihn um ein Darlehen gebeten hatte, das ihm Cao Hong jedoch zu Unrecht verweigert hatte. Cao Pi nutzte bald das Vergehen eines Gastes von Cao Hong, um ihn festzunehmen. Nur die Kaiserinmutter Bian konnte Cao Hong retten.
Zwar wurde Cao Hongs Leben verschont, aber Cao Pi nahm ihm sein Land, seinen Besitz und seine Titel. Cao Hong verstarb im Kreis seiner Familie.